# Jared Diamond
Jared Mason Diamond (født 10. september 1937) er en amerikansk forfatter og forsker.
Han har skrevet en række historiske bøger, hvor civilisationers udviklingen og kollaps bliver forklaret i en biogeografisk sammenhæng.
Til dagligt er han professor i geografi og fysiologi ved Californiens Universitet i Los Angeles (UCLA), og han er uddannet fra Cambridge Universitet.
To af hans bøger, Den tredje Chimpanse og Vejen til verden af i dag (Guns, Germs and Steel), er oversat til dansk. Med Vejen til verden af i dag blev Diamond for alvor kendt som nonfiktons-forfatter, og med denne bog vandt han i 1998 Pulitzer-prisen i kategorien general nonfiktion. Diamond er kendt for i sine bøger at trække på en lang række af akademiske discipliner bl.a. Antropologi, Evolutionær biologi og Geografi.
Han er gift med Marie Cohen, hvor med han har to tvillingesønner fra 1987.

### Bøger
- The World Until Yesterday: What can we learn from traditional societies? Viking, New York, 2012.

- Collapse: How Societies Choose to Fail or Succeed. Flere udgaver:
  - Viking Penguin, New York, 2005.
  - Penguin Books, London, 2006 (paperback). ISBN 0-14-303655-6.
- Guns, Germs, and Steel: the Fates of Human Societies. Flere udgaver:
  - W.W. Norton & Company, New York, 1997.
  - Chatto & Windus, 1997.
  - Vintage, London, 1998 (paperback). ISBN 0-09-930278-0.
  - På dansk er den udgivet som: Vejen til verden af i dag : menneskesamfundenes udvikling i de sidste 13.000 år, Akademisk Forlag, 2002 med oversættelse af Ole Magnus Mølbak Andersen. ISBN 87-500-3669-6.
- Why is sex fun? : the evolution of human sexuality. Flere udgaver:
  - Weidenfeld & Nicolson, 1997. ISBN 0-297-81775-2.
  - Phoenix, 1998. ISBN 0-7538-0154-X.
- The third chimpanzee : the evolution and future of the human animal.
  - HarperPerennial, 1993.
- The rise and fall of the third chimpanzee : how our animal herritage affects the way we live. Flere udgaver:
  - Radius, 1991. ISBN 0-09-174268-4.
  - Vintage, 1992. ISBN 0-09-991380-1.
  - Oversat til dansk af Torben Kjær som: Den tredje chimpanse, Akademisk Forlag, 1997. ISBN 87-500-3487-1.
- Community ecology
  - Harper & Row, 1986. ISBN 0-06-041202-X.
- Martin L. Cody og Jared M. Diamond (redaktører), Ecology and evolution of communities, Belknap Press, 1977. ISBN 0-674-22444-2.
- Avifauna of the Eastern Highlands of New Guinea, Nuttall Ornithological Club, nummer 12, 1972.